# Ван Аккер, Ахилл
Ахилл Ван Аккер (иногда Акер; нидерл. Achille Honoré Van Acker; 8 апреля 1898, Брюгге, Бельгия — 10 июля 1975, Брюгге, Бельгия) — бельгийский политик, трижды премьер-министр Бельгии — в 1945—1946, 1946 и 1954—1958. Член Бельгийской социалистической партии, до Второй мировой войны известной как Бельгийская рабочая партия.

## Биография
Ахилл Ван Аккер родился в многодетной семье рабочего, не получил систематического образования.
Был членом Бельгийской рабочей партии. В 1926 году вошёл в городской совет Брюгге, в 1927 году был избран в Палату представителей.
Во время Второй мировой войны был организатором и первым руководителем подпольной Бельгийской социалистической партии, созданной на базе рабочей партии. В 1945—1946 годах дважды был премьер-министром (формально трижды, первые два раза непрерывно), но на недолгое время. В разное время также получал портфели министров труда и социальной защиты, здравоохранения и по делам горной промышленности. В 1954—1958 годах вновь возглавлял правительство. В 1958 году получил почётную должность государственного министра. В 1961—1974 годах был спикером Палаты представителей. Считается создателем бельгийской системы социальной защиты.